# Igor Jesus
Igor Jesus, né le 25 février 2001 à Cuiabá, est un footballeur international brésilien qui évolue au poste d'avant-centre à Nottingham Forest.

## Biographie
Natif de Cuiabá, dans l'état de Mato Grosso, il rejoint le club de Coritiba à l'âge de 13 ans.
Ayant intégré l'effectif professionnel du Coritiba FC lors de la saison 2019, il participe ainsi au retour de son équipe en Serie A.

## Palmarès

### En club
Botafogo
- Copa Libertadores
  - Vainqueur en 2024
- Championnat du Brésil
  - Vainqueur en 2024

## Carrière internationale
Il reçoit sa première convocation avec l'Équipe du Brésil de football en octobre 2024 pour la Qualifications de la Coupe du monde de football 2026, où il y dispute ses premiers minutes en tant que titulaires contre le Pérou et où il marque son premier but.